# Bizon
Bizon (lat. Bison) je rod goveda (Bovinae) iz porodice šupljorožaca (Bovidae) kratkih nogu, široka čela sa snažnim i prema gore savinutim rogovima, te vrlo razvijena prednjeg dijela tijela obrasla dugom, jednoliko tamnosmeđom dlakom. Živi u krdima, mužjaci narastu do 3,5 m dužine i 2 m u visini ramena, a teži od 800 do 1000 kg.
Bizon je potomak vrste Bison occidentalis koja se u velikim krdima, u potrazi za ispašom, kretala velikim azijskim ravnicama te je prije milijun godina prešla iz Azije u Ameriku. I američki i europski bizon nekoć su bili vrlo rasprostranjeni, no početkom 18. stoljeća započinje njihovo istrebljivanje zbog ukusna mesa i kože, a već u 19. stoljeću lovci su ih gotovo istrijebili. Danas je bizon zakonom zaštićen i brojčano se povećava. 
U Europi slobodno živi samo u nacionalnom parku Beloveškoj šumi na granici (Poljska) (veći dio parka) i (Bjelorusija) te u Slovačkoj i na Kavkazu.
U sjevernoj Americi su se divovska krda bizona procjenjivala na 60 milijuna životinja, a danas su gotovo potpuno uništena. Sve što je ostalo od šumskoga bizona (Bison bison athabascae), podvrste bizona je dvjestotinjak životinja blizu Velikog ropskog jezera, u zabačenom dijelu nacionalnog parka Wood Buffalo u Kanadi.